# Diodio
Le diodio est une des langues de la pointe papoue (une langue océanienne) parlée dans la province de Baie Milne, notamment sur la côte occidentale de Goodenough, par 2 180 locuteurs (2000). Parmi ces locuteurs, 20 % parlent seulement le diodio, de nombreux locuteurs parlent également le bwaidoga très proche. Les dialectes du diodio sont : Iauiaula, Utalo, Awale, Diodio central. Son lexique est similaire à 66 % avec le bwaidoga.